# Liste des abbés de Saint-Hilaire
Liste des abbés de l'abbaye de Saint-Hilaire.

## Liste des abbés
La liste des abbés est celle donnée dans Histoire générale de Languedoc de Claude Devic et Joseph Vaissète, tome 4.
1. Nampius, premier abbé connu, vivant en 780, obtint, à la fin du VIIIe siècle, un diplôme de Charlemagne prenant l'abbaye sous sa protection.
2. Monellus, successeur de Nampius, obtint de Louis le Débonnaire, vers 820, la confirmation des biens donnés au monastère par Charlemagne.
3. Egidius ou Gilles, vivait au temps du même empereur. Il est resté peu de temps à la tête de l'abbaye.
4. Léonin, successeur de Gilles. Il était abbé de Saint-Hilaire en 829. Il a reçu de Pépin d'Aquitaine un diplôme semblable à celui reçu de Louis le Débonnaire par l'abbé Monellus. Ce diplôme donnait aux religieux le droit d'élire leurs abbés.
5. Ana ou Ano, abbé en 841. Il a obtenu de Charles le Chauve, vers 850, un diplôme dans lequel sont énumérés tous les biens possédés par l'abbaye qui lui sont confirmés.
6. Eman, abbé en 852 et 857.
7. Castellan, échange en 863 quelques terres que possède l'abbaye dans le Roussillon.
8. Recamond, succède vers 883 à Castellan.
Il y a une rupture dans la série des abbés entre Recamond et Benoît qui ne peut être comblée faute de documents.
9. Benoît Ier, abbé quand Roger, comte de Carcassonne, fait procéder à l'élévation des reliques de Saint-Hilaire, évêque de Carcassonne, enterré dans l'église Saint-Saturnin, derrière l'autel qu'il avait consacré[1],[2]. Cette cérémonie a été faite le 22 février 970 ou le Ier mars 978. Benoît a vécu jusqu'en l'an 1000.
10. Gaufred, successeur de Benoît. Arnaud, vicomte de Carcassonne, s'étant saisi d'une partie des biens donnés par le comte Roger en prétextant qu'ils appartenaient à la vicomté, s'en est plaint, en 1002, au comte Roger qui partait pour Rome. Le comte a ordonné qu'on rende ces biens à l'abbé et aux religieux. Le vicomte Arnaud a été obligé de se désister de ses prétentions.
11. Benoît II connu par deux actes passés en 1008 et 1011 par lesquels le comte Roger Ier et sa femme, Adélaïde, donnent à l'abbaye un alleu comprenant des maisons et des domains situés près de Limoux, dans le comté de Razès. Le comte et sa femme ont été probablement inhumés dans l'abbaye.
12. Oliba, était abbé en 1020 quand Guimera et sa femme Auruque lui donnent un alleu dans le village de Pomas. En 1035, Raimond Ier, comte de Razès, donne à l'abbaye l'alleu de Vallevèse situé dans son comté pour le salut de son âme et de sa femme Beliarde, et en reconnaissance de l'aide que lui avait apporté saint Hilaire dans sa guerre contre Arnaud-Gilbert, qu'il avait vaincu. Il a vécu jusqu'en 1042 ou 1043.
13. Henri, a reçu en 1045, d'un noble nommé Bernard, un alleu dans le village des Bordes. On ne sait pas combien de temps il a vécu.
14. Pons Ier, il a récupéré, en 1080, le village de Cassaigne, dans le comté de Razès, dont s'était emparé Bernard-Amulon. Il a été abbé jusqu'en 1094.
15. Guillaume Ier, succède à Pons Ier en 1094. Il est abbé jusqu'en 1005.
16. Conon, abbé en 1105, date à laquelle il apparaît dans une charte qui règle les dîmes que possédaient Aton-Gilabert et sa femme Béatrix dans le fief de Saint-Hilaire, comté de Razès.
17. Udalger a succédé à Conon en 1117. Guillaume-Raimond lui donne à cette date un alleu dans le village de Raissac. Il obtient en 1120 une bulle du pape Calixte II.
18. Pons II, mentionné en 1125 dans une charte concernant le prieuré de Saint-Michel, dans le Roussillon. Ermenegaldo, abbé de Saint-Michel-de-la-Cluse, a fait dans ce temps une visite à l'abbaye de Saint-Hilaire dont il avait la juridiction.
19. Bernard, abbé en 1146.
20. Géraud Ier, en 1154.
21. Raimond, dans les années 1170-1186.
22. Pons III de Bram, abbé en 1187. Le vicomte de Béziers fait une donation en 1193. L'année suivante, il prend sous sa protection tout ce que possédait l'abbé Pons dans le Razès et le Carcassès. Il était encore vivant en 1206.
23. Alboin, abbé de Saint-Hilaire vers 1217. L'archevêque de Narbonne ayant donné, en 1208, l'église Saint-Martin de Limoux au monastère de Prouilhe, l'abbé et les religieux de l'abbaye de Saint-Hilaire protestèrent car ils considéraient que cette église leur appartenait. Saint Dominique a obtenu la confirmation de la donation de l'église au monastère de Prouilhe, mais en plus l'union entière de l'abbaye de Saint-Hilaire au monastère de Prouille. Après une longue contestation, les religieux de Saint-Hilaire ont pu retrouver leur monastère et les religieuses de Prouilhe ont conservé l'église Saint-Martin par une sentence du cardinal Conrad, pronocée à Béziers le 28 mars 1224. Alboin est vivant en 1236.
24. Guillaume II Pierre, abbé en 1237, 1238 et 1248. En 1253, la prieure du monastère de Prouilhe a voulu attaquer l'accord qui avait été passé avec Alboin. Guillaume Pierre s'est pourvu devant Guillaume Bardin, chapelain d'Innocent IV, qui a débouté la prieure de Prouilhe de toutes ses prétentions. Élu abbé de Lagrasse, il a refusé car il voulait se consacrer à la réparation des dommages de l'abbaye de Saint-Hilaire faits par les cathares. Vers 1256, il avait dépensé 1 200 sols melgoriens.
25. Arnaud Ier, moine de l'abbaye avant d'être élu abbé. Présenté à l'évêque de Carcassonne pour confirmation et bénédiction, celui-ci a refusé parce que sa mère avait été condamnée comme hérétique, qu'il avait assisté à l'âge de 10 ou 12 ans à un prêche d'hérétique, et que son frère et un cousin ont été brûlés pour hérésie. Le pape Clément IV ordonne à l'évêque, en 1265, de donner la bénédiction à Arnaud. Il vivait encore en 1288, mais avait résigné en 1285.
26. Pons IV de Gajan, pourvu de l'abbaye par une bulle d'Honorius IV en 1285, confirmé en 1286. Il est convoqué au concile de Béziers en 1317.
27. Bertrand Ier de Touron, chambrier de Saint-Hilaire, est institué abbé par une bulle du pape Jean XXII, en 1324. Il est présent, en 1329, au serment des nobles de Languedoc devant les évêques et les inquisiteurs de poursuivre les hérétiques. Il a gouverné l'abbaye jusqu'en 1340.
28. Jourdain est abbé le 13 août 1344 quand son procureur fait appel au Saint-Siège contre Pierre de Montagne qui voulait être admis parmi les religieux. Gaucelin, évêque de Carcassonne, fixe le nombre de religieux à 26. L'évêque Gaucelin a fait l'élévation des reliques de saint Saturnin, en 1345. Il siège encore en 1350.
29. Pierre Ier Arquier, abbé de Saint-Hilaire en 1351.
30. Guillaume III porte le titre d'abbé élu en 1353. Il est mort en 1357.
31. Arnaud II Raimond est transféré de l'abbaye Saint-Sever de Rustan à celle de Saint-Hilaire par une bulle d'Innocent VI, le 23 décembre 1357. En 1360, les religieux portent plainte contre lui devant l'évêque de Carcassonne car il est souvent absent et a confié la gestion à des laïques incapables ou négligents. Il donne sa démission en 1369.
32. Bertrand II de Palaye, théologien, il passe de l'abbaye de Saint-Séver de Rustan à celle de Saint-Hilaire en 1369. En 1374 il est vicaire général de Pierre de La Jugie. Il passe à l'abbaye de Montolieu en 1384.
33. Jacques Ier succède au précédent et gouverne l'abbaye jusqu'en 1405.
34. Bertrand III Arnaud envoie un procureur au concile de Pise en 1409. Les religieux se plaignent de lui. Pierre, patriarche d'Alexandrie et administrateur du diocèse de Carcassonne, nomme un administrateur. Il est encore actif en 1415.
35. Guillaume IV Babon, mort le 27 juillet 1451.
36. Gauzbert-Auger est abbé de Saint-Polycarpe avant d'être nommé à Saint-Hilaire en 1451. Il a abdiqué en 1476.
37. Arnaud III Raimond de Roquette, conseiller-clerc au parlement de Toulouse, pourvu de l'abbaye en 1476. Il rend hommage au roi en 1481. Il est mort le 11 janvier 1509.
38. Géraud II de Bonet, confirmé par l'évêque de Carcassonne en 1509. Il a fait beaucoup de biens à l'abbaye.
39. Léon Chasteigner, il présente en 1535 les lettres d'Odet de Coligny, archevêque de Toulouse, au chapitre de Beauvais. Il est mort en 1537.
40. Jean Ier de Basilhac a la commende de Saint-Hilaire en 1540.
41. Jean II de Gondi, fils d'Antoine de Gondi et de Marie-Catherine de Pierrevive. Abbé commendataire en 1545, 1560 et 1564. Il est mort en 1574.
42. Jacques II Lespervier cité comme abbé régulier en 1560, 1564 et 1565. Il devait être le compétiteur du précédent. Il a été massacré par les habitants du lieu contre lesquels il défendait les droits de l'abbaye.
43. François de Donadieu, religieux de Montalieu, élu par les moines après la mort de Jacques Lespervier, en 1588. Il gouverne l'abbaye jusqu'en 1608, quand il est nommé évêque de Saint-Papoul, il résigne en 1624.
44. Barthélemy de Donadieu de Griet, obtient la commende de l'abbaye à la résignation de son oncle, en 1624. Il est nommé évêque de Comminges en 1625. Il est mort en 1637.
45. Martin Lucas, abbé de 1639 à 1664.
46. Pierre II de Berthier, évêque de Montauban, obtient la commende de l'abbaye en 1665 jusqu'à sa mort en 1674.
47. Joseph de La Barre, abbé de 1674 à 1677.
48. Jean III Baptiste Lulli, 2e fils de Jean-Baptiste Lully, nommé abbé commendataire en 1677. Il a échangé cette abbaye avec celle de Saint-Georges-sur-Loire, en 1687.
49. Louis-Joseph Adhémar de Monteil de Grignan, évêque de Carcassonne, a échangé en 1687 l'abbaye Saint-Georges-sur-Loire contre celle de Saint-Hilaire en 1687. Il est mort en 1722.
50. Gabriel Plantavit de La Pause de Margon reçut le brevet du roi le 17 octobre 1723. Il n'est proposé au consistoire de Rome qu'en 1732. Il est admis l'année suivante. Il est mort le 28 mars 1762.
51. Jean-Marie Morin de Teintot, pourvu en 1762,
52. Jean-Joseph Lazare de Combettes de Caumont, en 1772.
53. Charles-Emmanuel de Gratet de Dolomieu, nommé le 29 avril 1781. Denier abbé de Saint-Hilaire.